# Gotra ominosa
Gotra ominosa är en stekelart som först beskrevs av Tosquinet 1903.  Gotra ominosa ingår i släktet Gotra, och familjen brokparasitsteklar. Inga underarter finns listade i Catalogue of Life.